# Abu al-Hasan al-Muhadżir
Abu al-Hasan al-Muhadżir (arab. أبو الحسن المهاجر; data urodzenia nieznana, zmarły 27 października 2019, w miejscowości Barisha) – terrorysta, w latach 2016-2019 rzecznik prasowy Państwa Islamskiego.

## Życiorys
Został wyznaczony na rzecznika ISIS po tym, jak w bombardowaniach z sierpnia 2016 zginął poprzednik Abu Muhammad al-Adnani. Nie są znane bliższe szczegóły jego tożsamości poza tym, że już wcześniej pracował propagandowo dla ISIS. Bywa utożsamiany z amerykańskim konwertytą Jahją al-Bahrumim (ur. jako John Georgelas). 5 grudnia 2016 zostało wydane oficjalne oświadczenie, w którym potwierdzono, że został rzecznikiem Daesz i w którym zachęcał do zamachów terrorystycznych.
Zginął w październiku 2019, podczas amerykańskiego nalotu, ze wsparciem sił kurdyjskich, w północnej Syrii.